# Garaga Forest, Holalkere
Garaga Forest là một làng thuộc tehsil Holalkere, huyện Chitradurga, bang Karnataka, Ấn Độ.